# Lista över medaljörer i världsmästerskapen i badminton
Detta är en lista över samtliga medaljörer i världsmästerskapen i badminton.

## Herrsingel
| Spel              | Guld                     | Silver                   | Brons                       |
| Malmö 1977        | Flemming Delfs           | Svend Pri                | Iie Sumirat                 |
| Malmö 1977        | Flemming Delfs           | Svend Pri                | Thomas Kihlström            |
| Jakarta 1980      | Rudy Hartono             | Liem Swie King           | Hadiyanto                   |
| Jakarta 1980      | Rudy Hartono             | Liem Swie King           | Lius Pongoh                 |
| Köpenhamn 1983    | Icuk Sugiarto            | Liem Swie King           | Prakash Padukone            |
| Köpenhamn 1983    | Icuk Sugiarto            | Liem Swie King           | Han Jian                    |
| Calgary 1985      | Han Jian                 | Morten Frost             | Pieter Nierhoff             |
| Calgary 1985      | Han Jian                 | Morten Frost             | Yang Yang                   |
| Peking 1987       | Yang Yang                | Morten Frost             | Zhao Jianhua                |
| Peking 1987       | Yang Yang                | Morten Frost             | Icuk Sugiarto               |
| Jakarta 1989      | Yang Yang                | Ardy Wiranata            | Icuk Sugiarto               |
| Jakarta 1989      | Yang Yang                | Ardy Wiranata            | Eddy Kurniawan              |
| Köpenhamn 1991    | Zhao Jianhua             | Alan Budikusuma          | Ardy Wiranata               |
| Köpenhamn 1991    | Zhao Jianhua             | Alan Budikusuma          | Liu Jun                     |
| Birmingham 1993   | Joko Suprianto           | Hermawan Susanto         | Thomas Stuer-Lauridsen      |
| Birmingham 1993   | Joko Suprianto           | Hermawan Susanto         | Ardy Wiranata               |
| Lausanne 1995     | Heryanto Arbi            | Park Sung-woo            | Poul-Erik Høyer Larsen      |
| Lausanne 1995     | Heryanto Arbi            | Park Sung-woo            | Thomas Stuer-Lauridsen      |
| Glasgow 1997      | Peter Rasmussen          | Sun Jun                  | Heryanto Arbi               |
| Glasgow 1997      | Peter Rasmussen          | Sun Jun                  | Poul-Erik Høyer Larsen      |
| Köpenhamn 1999    | Sun Jun                  | Fung Permadi             | Peter Gade                  |
| Köpenhamn 1999    | Sun Jun                  | Fung Permadi             | Poul-Erik Høyer Larsen      |
| Sevilla 2001      | Hendrawan                | Peter Gade               | Taufik Hidayat              |
| Sevilla 2001      | Hendrawan                | Peter Gade               | Chen Hong                   |
| Birmingham 2003   | Xia Xuanze               | Wong Choong Hann         | Shon Seung-mo               |
| Birmingham 2003   | Xia Xuanze               | Wong Choong Hann         | Bao Chunlai                 |
| Anaheim 2005      | Taufik Hidayat           | Lin Dan                  | Peter Gade                  |
| Anaheim 2005      | Taufik Hidayat           | Lin Dan                  | Lee Chong Wei               |
| Madrid 2006       | Lin Dan                  | Bao Chunlai              | Chen Hong                   |
| Madrid 2006       | Lin Dan                  | Bao Chunlai              | Lee Hyun-il                 |
| Kuala Lumpur 2007 | Lin Dan                  | Sony Dwi Kuncoro         | Bao Chunlai                 |
| Kuala Lumpur 2007 | Lin Dan                  | Sony Dwi Kuncoro         | Chen Yu                     |
| Hyderabad 2009    | Lin Dan                  | Chen Jin                 | Taufik Hidayat              |
| Hyderabad 2009    | Lin Dan                  | Chen Jin                 | Sony Dwi Kuncoro            |
| Paris 2010        | Chen Jin                 | Taufik Hidayat           | Park Sung-hwan              |
| Paris 2010        | Chen Jin                 | Taufik Hidayat           | Peter Gade                  |
| London 2011       | Lin Dan                  | Lee Chong Wei            | Chen Jin                    |
| London 2011       | Lin Dan                  | Lee Chong Wei            | Peter Gade                  |
| Guangzhou 2013    | Lin Dan                  | Lee Chong Wei            | Nguyễn Tiến Minh            |
| Guangzhou 2013    | Lin Dan                  | Lee Chong Wei            | Du Pengyu                   |
| Köpenhamn 2014    | Chen Long                | Lee Chong Wei            | Viktor Axelsen              |
| Köpenhamn 2014    | Chen Long                | Lee Chong Wei            | Tommy Sugiarto              |
| Jakarta 2015      | Chen Long                | Lee Chong Wei            | Kento Momota                |
| Jakarta 2015      | Chen Long                | Lee Chong Wei            | Jan Ø. Jørgensen            |
| Glasgow 2017      | Viktor Axelsen (DEN)     | Lin Dan (CHN)            | Son Wan-ho (KOR)            |
| Glasgow 2017      | Viktor Axelsen (DEN)     | Lin Dan (CHN)            | Chen Long (CHN)             |
| Nanjing 2018      | Kento Momota (JPN)       | Shi Yuqi (CHN)           | Chen Long (CHN)             |
| Nanjing 2018      | Kento Momota (JPN)       | Shi Yuqi (CHN)           | Liew Daren (MAS)            |
| Basel 2019        | Kento Momota (JPN)       | Anders Antonsen (DEN)    | B. Sai Praneeth (IND)       |
| Basel 2019        | Kento Momota (JPN)       | Anders Antonsen (DEN)    | Kantaphon Wangcharoen (THA) |
| Huelva 2021       | Loh Kean Yew (SGP)       | Srikanth Kidambi (IND)   | Anders Antonsen (DEN)       |
| Huelva 2021       | Loh Kean Yew (SGP)       | Srikanth Kidambi (IND)   | Lakshya Sen (IND)           |
| Tokyo 2022        | Viktor Axelsen (DEN)     | Kunlavut Vitidsarn (THA) | Chou Tien-chen (TPE)        |
| Tokyo 2022        | Viktor Axelsen (DEN)     | Kunlavut Vitidsarn (THA) | Zhao Junpeng (CHN)          |
| Köpenhamn 2023    | Kunlavut Vitidsarn (THA) | Kodai Naraoka (JPN)      | Prannoy H. S. (IND)         |
| Köpenhamn 2023    | Kunlavut Vitidsarn (THA) | Kodai Naraoka (JPN)      | Anders Antonsen (DEN)       |

## Damsingel
| Spel              | Guld                  | Silver                   | Brons                   |
| Malmö 1977        | Lene Køppen           | Gillian Gilks            | Hiroe Yuki              |
| Malmö 1977        | Lene Køppen           | Gillian Gilks            | Margaret Lockwood       |
| Jakarta 1980      | Verawaty Wiharjo      | Ivana Lie                | Lene Køppen             |
| Jakarta 1980      | Verawaty Wiharjo      | Ivana Lie                | Taty Sumirah            |
| Köpenhamn 1983    | Li Lingwei            | Han Aiping               | Helen Troke             |
| Köpenhamn 1983    | Li Lingwei            | Han Aiping               | Zhang Ailing            |
| Calgary 1985      | Han Aiping            | Wu Jianqui               | Li Lingwei              |
| Calgary 1985      | Han Aiping            | Wu Jianqui               | Zheng Yuli              |
| Peking 1987       | Han Aiping            | Li Lingwei               | Zheng Yuli              |
| Peking 1987       | Han Aiping            | Li Lingwei               | Gu Jiaming              |
| Jakarta 1989      | Li Lingwei            | Huang Hua                | Tang Jiuhong            |
| Jakarta 1989      | Li Lingwei            | Huang Hua                | Sawendah Kusumawardani  |
| Köpenhamn 1991    | Tang Jiuhong          | Sarwendah Kusumawardhani | Susi Susanti            |
| Köpenhamn 1991    | Tang Jiuhong          | Sarwendah Kusumawardhani | Lee Heung-soon          |
| Birmingham 1993   | Susi Susanti          | Bang Soo-hyun            | Ye Zhaoying             |
| Birmingham 1993   | Susi Susanti          | Bang Soo-hyun            | Tang Jiuhong            |
| Lausanne 1995     | Ye Zhaoying           | Han Jingna               | Susi Susanti            |
| Lausanne 1995     | Ye Zhaoying           | Han Jingna               | Bang Soo-hyun           |
| Glasgow 1997      | Ye Zhaoying           | Gong Zhichao             | Han Jingna              |
| Glasgow 1997      | Ye Zhaoying           | Gong Zhichao             | Wang Chen               |
| Köpenhamn 1999    | Camilla Martin        | Dai Yun                  | Gong Ruina              |
| Köpenhamn 1999    | Camilla Martin        | Dai Yun                  | Mette Sørensen          |
| Sevilla 2001      | Gong Ruina            | Zhou Mi                  | Gong Zhichao            |
| Sevilla 2001      | Gong Ruina            | Zhou Mi                  | Zhang Ning              |
| Birmingham 2003   | Zhang Ning            | Gong Ruina               | Zhou Mi                 |
| Birmingham 2003   | Zhang Ning            | Gong Ruina               | Mia Audina              |
| Anaheim 2005      | Xie Xingfang          | Zhang Ning               | Xu Huaiwen              |
| Anaheim 2005      | Xie Xingfang          | Zhang Ning               | Cheng Shao-chieh        |
| Madrid 2006       | Xie Xingfang          | Zhang Ning               | Xu Huaiwen              |
| Madrid 2006       | Xie Xingfang          | Zhang Ning               | Petra Overzier          |
| Kuala Lumpur 2007 | Zhu Lin               | Wang Chen                | Lu Lan                  |
| Kuala Lumpur 2007 | Zhu Lin               | Wang Chen                | Zhang Ning              |
| Hyderabad 2009    | Lu Lan                | Xie Xingfang             | Wang Lin                |
| Hyderabad 2009    | Lu Lan                | Xie Xingfang             | Pi Hongyan              |
| Paris 2010        | Wang Lin              | Wang Xin                 | Tine Rasmussen          |
| Paris 2010        | Wang Lin              | Wang Xin                 | Wang Shixian            |
| London 2011       | Wang Yihan            | Cheng Shao-chieh         | Juliane Schenk          |
| London 2011       | Wang Yihan            | Cheng Shao-chieh         | Wang Xin                |
| Guangzhou 2013    | Ratchanok Intanon     | Li Xuerui                | Bae Youn Joo            |
| Guangzhou 2013    | Ratchanok Intanon     | Li Xuerui                | P.V. Sindhu             |
| Köpenhamn 2014    | Carolina Marín        | Li Xuerui                | Minatsu Mitani          |
| Köpenhamn 2014    | Carolina Marín        | Li Xuerui                | Pusarla Venkata Sindhu  |
| Jakarta 2015      | Carolina Marín        | Saina Nehwal             | Sung Ji-hyun            |
| Jakarta 2015      | Carolina Marín        | Saina Nehwal             | Lindaweni Fanetri       |
| Glasgow 2017      | Nozomi Okuhara (JPN)  | P.V. Sindhu (IND)        | Chen Yufei (CHN)        |
| Glasgow 2017      | Nozomi Okuhara (JPN)  | P.V. Sindhu (IND)        | Saina Nehwal (IND)      |
| Nanjing 2018      | Carolina Marín (ESP)  | P.V. Sindhu (IND)        | He Bingjiao (CHN)       |
| Nanjing 2018      | Carolina Marín (ESP)  | P.V. Sindhu (IND)        | Akane Yamaguchi (JPN)   |
| Basel 2019        | P.V. Sindhu (IND)     | Nozomi Okuhara (JPN)     | Chen Yufei (CHN)        |
| Basel 2019        | P.V. Sindhu (IND)     | Nozomi Okuhara (JPN)     | Ratchanok Intanon (THA) |
| Huelva 2021       | Akane Yamaguchi (JPN) | Tai Tzu-ying (TPE)       | He Bingjiao (CHN)       |
| Huelva 2021       | Akane Yamaguchi (JPN) | Tai Tzu-ying (TPE)       | Zhang Yiman (CHN)       |
| Tokyo 2022        | Akane Yamaguchi (JPN) | Chen Yufei (CHN)         | An Se-young (KOR)       |
| Tokyo 2022        | Akane Yamaguchi (JPN) | Chen Yufei (CHN)         | Tai Tzu-ying (TPE)      |
| Köpenhamn 2023    | An Se-young (KOR)     | Carolina Marín (ESP)     | Chen Yufei (CHN)        |
| Köpenhamn 2023    | An Se-young (KOR)     | Carolina Marín (ESP)     | Akane Yamaguchi (JPN)   |

## Herrdubbel
| Spel              | Guld                           | Silver                              | Brons                                               |
| Malmö 1977        | Tjun Tjun Johan Wahjudi        | Christian Hadinata Ade Chandra      | Bengt Fröman Thomas Kihlström                       |
| Malmö 1977        | Tjun Tjun Johan Wahjudi        | Christian Hadinata Ade Chandra      | Ray Stevens Mike Tredgett                           |
| Jakarta 1980      | Ade Chandra Christian Hadinata | Hariamanto Kartono Rudy Heryanto    | Flemming Delfs Steen Skovgaard                      |
| Jakarta 1980      | Ade Chandra Christian Hadinata | Hariamanto Kartono Rudy Heryanto    | Misbun Sidek Jalani Sidek                           |
| Köpenhamn 1983    | Steen Fladberg Jesper Helledie | Mike Tredgett Martin Dew            | Park Joo-bong Lee Eun-ku                            |
| Köpenhamn 1983    | Steen Fladberg Jesper Helledie | Mike Tredgett Martin Dew            | Christian Hadinata Bobby Ertanto                    |
| Calgary 1985      | Park Joo-bong Kim Moon-soo     | Li Yongbo Tian Bingyi               | Liem Swie King Hariamanto Kartono                   |
| Calgary 1985      | Park Joo-bong Kim Moon-soo     | Li Yongbo Tian Bingyi               | Mark Christensen Michael Kjeldsen                   |
| Peking 1987       | Li Yongbo Tian Bingyi          | Jalani Sidek Razif Sidek            | Jens Peter Nierhoff Michael Kjeldsen                |
| Peking 1987       | Li Yongbo Tian Bingyi          | Jalani Sidek Razif Sidek            | Park Joo-bong Kim Moon-soo                          |
| Jakarta 1989      | Li Yongbo Tian Bingyi          | Chen Kang Chen Hongyong             | Razif Sidek Jalani Sidek                            |
| Jakarta 1989      | Li Yongbo Tian Bingyi          | Chen Kang Chen Hongyong             | Rudy Gunawan Eddy Hartono                           |
| Köpenhamn 1991    | Park Joo-bong Kim Moon-soo     | Jon Holst-Christensen Thomas Lund   | Li Yongbo Tian Bingyi                               |
| Köpenhamn 1991    | Park Joo-bong Kim Moon-soo     | Jon Holst-Christensen Thomas Lund   | Bagus Setiadi Imay Hendra                           |
| Birmingham 1993   | Ricky Subagja Rudy Gunawan     | Cheah Soon Kit Soo Beng Kiang       | Peter Axelsson Pär-Gunnar Jönsson                   |
| Birmingham 1993   | Ricky Subagja Rudy Gunawan     | Cheah Soon Kit Soo Beng Kiang       | Chen Kang Chen Hongyong                             |
| Lausanne 1995     | Rexy Mainaky Ricky Subagja     | Jon Holst-Christensen Thomas Lund   | Cheah Soon Kit Yap Kim Hock                         |
| Lausanne 1995     | Rexy Mainaky Ricky Subagja     | Jon Holst-Christensen Thomas Lund   | Kim Dong-moon Yoo Yong-sung                         |
| Glasgow 1997      | Candra Wijaya Sigit Budiarto   | Yap Kim Hock Cheah Soon Kit         | Lee Dong-soo Yoo Yong-sung                          |
| Glasgow 1997      | Candra Wijaya Sigit Budiarto   | Yap Kim Hock Cheah Soon Kit         | Ricky Subagja Rexy Mainaky                          |
| Köpenhamn 1999    | Ha Tae-kwon Kim Dong-moon      | Lee Dong-soo Yoo Yong-sung          | Zhang Wei Zhang Jun                                 |
| Köpenhamn 1999    | Ha Tae-kwon Kim Dong-moon      | Lee Dong-soo Yoo Yong-sung          | Simon Archer Nathan Robertson                       |
| Sevilla 2001      | Tony Gunawan Halim Haryanto    | Ha Tae-kwon Kim Dong-moon           | Chew Choon Eng Chan Chong Ming                      |
| Sevilla 2001      | Tony Gunawan Halim Haryanto    | Ha Tae-kwon Kim Dong-moon           | Choong Tan Fook Lee Wan Wah                         |
| Birmingham 2003   | Lars Paaske Jonas Rasmussen    | Candra Wijaya Sigit Budiarto        | Sang Yang Zheng Bo                                  |
| Birmingham 2003   | Lars Paaske Jonas Rasmussen    | Candra Wijaya Sigit Budiarto        | Fu Haifeng Cai Yun                                  |
| Anaheim 2005      | Tony Gunawan Howard Bach       | Candra Wijaya Sigit Budiarto        | Luluk Hadiyanto Alvent Yulianto                     |
| Anaheim 2005      | Tony Gunawan Howard Bach       | Candra Wijaya Sigit Budiarto        | Chan Chong Ming Koo Kien Keat                       |
| Madrid 2006       | Fu Haifeng Cai Yun             | Anthony Clark Robert Blair          | Jens Eriksen Martin Lundgaard Hansen                |
| Madrid 2006       | Fu Haifeng Cai Yun             | Anthony Clark Robert Blair          | Lars Paaske Jonas Rasmussen                         |
| Kuala Lumpur 2007 | Markis Kido Hendra Setiawan    | Jung Jae-sung Lee Yong-dae          | Choong Tan Fook Lee Wan Wah                         |
| Kuala Lumpur 2007 | Markis Kido Hendra Setiawan    | Jung Jae-sung Lee Yong-dae          | Shuichi Sakamoto Shintaro Ikeda                     |
| Hyderabad 2009    | Fu Haifeng Cai Yun             | Jung Jae-sung Lee Yong-dae          | Mohd Zakry Abdul Latif Mohd Fairuzizuan Mohd Tazari |
| Hyderabad 2009    | Fu Haifeng Cai Yun             | Jung Jae-sung Lee Yong-dae          | Koo Kien Keat Tan Boon Heong                        |
| Paris 2010        | Cai Yun Fu Haifeng             | Koo Kien Keat Tan Boon Heong        | Guo Zhendong Xu Chen                                |
| Paris 2010        | Cai Yun Fu Haifeng             | Koo Kien Keat Tan Boon Heong        | Markis Kido Hendra Setiawan                         |
| London 2011       | Cai Yun Fu Haifeng             | Ko Sung-hyun Yoo Yeon-seong         | Jung Jae-sung Lee Yong-dae                          |
| London 2011       | Cai Yun Fu Haifeng             | Ko Sung-hyun Yoo Yeon-seong         | Mohammad Ahsan Bona Septano                         |
| Guangzhou 2013    | Hendra Setiawan Mohammad Ahsan | Mathias Boe Carsten Mogensen        | Cai Yun Fu Haifeng                                  |
| Guangzhou 2013    | Hendra Setiawan Mohammad Ahsan | Mathias Boe Carsten Mogensen        | Kim Ki Jung Kim Sa-rang                             |
| Köpenhamn 2014    | Ko Sung-hyun Shin Baek-cheol   | Lee Yong-dae Yoo Yeon-seong         | Kim Ki-jung Kim Sa-rang                             |
| Köpenhamn 2014    | Ko Sung-hyun Shin Baek-cheol   | Lee Yong-dae Yoo Yeon-seong         | Mathias Boe Carsten Mogensen                        |
| Jakarta 2015      | Mohammad Ahsan Hendra Setiawan | Liu Xiaolong Qiu Zihan              | Lee Yong-dae Yoo Yeon-seong                         |
| Jakarta 2015      | Mohammad Ahsan Hendra Setiawan | Liu Xiaolong Qiu Zihan              | Hiroyuki Endo Kenichi Hayakawa                      |
| Glasgow 2017      | Liu Cheng Zhang Nan            | Mohammad Ahsan Rian Agung Saputro   | Takeshi Kamura Keigo Sonoda                         |
| Glasgow 2017      | Liu Cheng Zhang Nan            | Mohammad Ahsan Rian Agung Saputro   | Chai Biao Hong Wei                                  |
| Nanjing 2018      | Li Junhui Liu Yuchen           | Takeshi Kamura Keigo Sonoda         | Liu Cheng Zhang Nan                                 |
| Nanjing 2018      | Li Junhui Liu Yuchen           | Takeshi Kamura Keigo Sonoda         | Chen Hung-ling Wang Chi-lin                         |
| Basel 2019        | Mohammad Ahsan Hendra Setiawan | Takuro Hoki Yugo Kobayashi          | Li Junhui Liu Yuchen                                |
| Basel 2019        | Mohammad Ahsan Hendra Setiawan | Takuro Hoki Yugo Kobayashi          | Fajar Alfian Muhammad Rian Ardianto                 |
| Huelva 2021       | Takuro Hoki Yugo Kobayashi     | He Jiting Tan Qiang                 | Kim Astrup Anders Skaarup Rasmussen                 |
| Huelva 2021       | Takuro Hoki Yugo Kobayashi     | He Jiting Tan Qiang                 | Ong Yew Sin Teo Ee Yi                               |
| Tokyo 2022        | Aaron Chia Soh Wooi Yik        | Mohammad Ahsan Hendra Setiawan      | Fajar Alfian Muhammad Rian Ardianto                 |
| Tokyo 2022        | Aaron Chia Soh Wooi Yik        | Mohammad Ahsan Hendra Setiawan      | Satwiksairaj Rankireddy Chirag Shetty               |
| Köpenhamn 2023    | Kang Min-hyuk Seo Seung-jae    | Kim Astrup Anders Skaarup Rasmussen | Aaron Chia Soh Wooi Yik                             |
| Köpenhamn 2023    | Kang Min-hyuk Seo Seung-jae    | Kim Astrup Anders Skaarup Rasmussen | Liang Weikeng Wang Chang                            |

## Damdubbel
| Spel              | Guld                           | Silver                                      | Brons                                       |
| Malmö 1977        | Etsuko Toganoo Emiko Ueno      | Joke van Beusekom Marjan Ridder             | Margaret Lockwood Nora Perry                |
| Malmö 1977        | Etsuko Toganoo Emiko Ueno      | Joke van Beusekom Marjan Ridder             | Inge Borgstrøm Pia Nielsen                  |
| Jakarta 1980      | Nora Perry Jane Webster        | Verawaty Wiharjo Imelda Wiguna              | Karen Bridge Barbara Sutton                 |
| Jakarta 1980      | Nora Perry Jane Webster        | Verawaty Wiharjo Imelda Wiguna              | Yoshiko Yonekura Atsuko Tokuda              |
| Köpenhamn 1983    | Lin Ying Wu Dixi               | Nora Perry Jane Webster                     | Wu Jianqiu Xu Rong                          |
| Köpenhamn 1983    | Lin Ying Wu Dixi               | Nora Perry Jane Webster                     | Gillian Clark Gillian Gilks                 |
| Calgary 1985      | Han Aiping Li Lingwei          | Lin Ying Wu Dixi                            | Kim Yun-ja Yoo Sang-hee                     |
| Calgary 1985      | Han Aiping Li Lingwei          | Lin Ying Wu Dixi                            | Kang Haeng-suk Hwang Sun-ae                 |
| Peking 1987       | Lin Ying Guan Weizhen          | Li Lingwei Han Aiping                       | Kim Yun-ja Chung So-young                   |
| Peking 1987       | Lin Ying Guan Weizhen          | Li Lingwei Han Aiping                       | Chung Myung-hee Hwang Hye-young             |
| Jakarta 1989      | Lin Ying Guan Weizhen          | Chung Myung-hee Hwang Hye-young             | Maria Bengtsson Christine Magnusson         |
| Jakarta 1989      | Lin Ying Guan Weizhen          | Chung Myung-hee Hwang Hye-young             | Sun Xiaoqing Zhou Lei                       |
| Köpenhamn 1991    | Guan Weizhen Nong Qunhua       | Christine Magnusson Maria Bengtsson         | Shim Eun-jung Gil Young-ah                  |
| Köpenhamn 1991    | Guan Weizhen Nong Qunhua       | Christine Magnusson Maria Bengtsson         | Hwang Hye-young Chung Soo-young             |
| Birmingham 1993   | Nong Qunhua Zhou Lei           | Chen Ying Wu Yuhong                         | Chung Soo-young Gil Young-ah                |
| Birmingham 1993   | Nong Qunhua Zhou Lei           | Chen Ying Wu Yuhong                         | Lotte Olsen Lisbeth Stuer-Lauridsen         |
| Lausanne 1995     | Gil Young-ah Jang Hye-ock      | Finarsih Lili Tampi                         | Qin Yiyuan Tang Yongshu                     |
| Lausanne 1995     | Gil Young-ah Jang Hye-ock      | Finarsih Lili Tampi                         | Helene Kirkegaard Rikke Olsen               |
| Glasgow 1997      | Ge Fei Gu Jun                  | Qin Yiyuan Tang Yongshu                     | Eliza Nathanael Resiana Zelin               |
| Glasgow 1997      | Ge Fei Gu Jun                  | Qin Yiyuan Tang Yongshu                     | Qiang Hong Liu Lu                           |
| Köpenhamn 1999    | Ge Fei Gu Jun                  | Ra Kyung-min Chung Jae-hee                  | Qin Yiyuan Gao Ling                         |
| Köpenhamn 1999    | Ge Fei Gu Jun                  | Ra Kyung-min Chung Jae-hee                  | Ann Jørgensen Majken Vange                  |
| Sevilla 2001      | Gao Ling Huang Sui             | Zhang Jiewen Wei Yili                       | Ra Kyung-min Lee Kyung-won                  |
| Sevilla 2001      | Gao Ling Huang Sui             | Zhang Jiewen Wei Yili                       | Chen Lin Jiang Xuelian                      |
| Birmingham 2003   | Gao Ling Huang Sui             | Wei Yili Zhao Tingting                      | Shizuka Yamamoto Seiko Yamada               |
| Birmingham 2003   | Gao Ling Huang Sui             | Wei Yili Zhao Tingting                      | Rikke Olsen Ann-Lou Jørgensen               |
| Anaheim 2005      | Yang Wei Zhang Jiewen          | Gao Ling Huang Sui                          | Zhang Dan Zhang Yawen                       |
| Anaheim 2005      | Yang Wei Zhang Jiewen          | Gao Ling Huang Sui                          | Lee Kyung-won Lee Hyo-jung                  |
| Madrid 2006       | Gao Ling Huang Sui             | Zhang Yawen Wei Yili                        | Yang Wei Zhang Jiewen                       |
| Madrid 2006       | Gao Ling Huang Sui             | Zhang Yawen Wei Yili                        | Du Jing Yu Yang                             |
| Kuala Lumpur 2007 | Yang Wei Zhang Jiewen          | Gao Ling Huang Sui                          | Zhang Yawen Wei Yili                        |
| Kuala Lumpur 2007 | Yang Wei Zhang Jiewen          | Gao Ling Huang Sui                          | Kumiko Ogura Reiko Shiota                   |
| Hyderabad 2009    | Zhang Yawen Zhao Tingting      | Cheng Shu Zhao Yunlei                       | Du Jing Yu Yang                             |
| Hyderabad 2009    | Zhang Yawen Zhao Tingting      | Cheng Shu Zhao Yunlei                       | Ma Jin Wang Xiaoli                          |
| Paris 2010        | Du Jing Yu Yang                | Ma Jin Wang Xiaoli                          | Cheng Shu Zhao Yunlei                       |
| Paris 2010        | Du Jing Yu Yang                | Ma Jin Wang Xiaoli                          | Cheng Wen-hsing Chien Yu-chin               |
| London 2011       | Wang Xiaoli Yu Yang            | Tian Qing Zhao Yunlei                       | Miyuki Maeda Satoko Suetsuna                |
| London 2011       | Wang Xiaoli Yu Yang            | Tian Qing Zhao Yunlei                       | Jwala Gutta Ashwini Ponnappa                |
| Guangzhou 2013    | Wang Xiaoli Yu Yang            | Eom Hye Won Jang Ye Na                      | Tian Qing Zhao Yunlei                       |
| Guangzhou 2013    | Wang Xiaoli Yu Yang            | Eom Hye Won Jang Ye Na                      | Christinna Pedersen Kamilla Rytter Juhl     |
| Köpenhamn 2014    | Tian Qing Zhao Yunlei          | Wang Xiaoli Yu Yang                         | Lee So-hee Shin Seung-chan                  |
| Köpenhamn 2014    | Tian Qing Zhao Yunlei          | Wang Xiaoli Yu Yang                         | Reika Kakiiwa Miyuki Maeda                  |
| Jakarta 2015      | Tian Qing Zhao Yunlei          | Christinna Pedersen Kamilla Rytter Juhl     | Nitya Krishinda Maheswari Greysia Polii     |
| Jakarta 2015      | Tian Qing Zhao Yunlei          | Christinna Pedersen Kamilla Rytter Juhl     | Naoko Fukuman Kurumi Yonao                  |
| Glasgow 2017      | Chen Qingchen Jia Yifan        | Yuki Fukushima Sayaka Hirota                | Misaki Matsutomo Ayaka Takahashi            |
| Glasgow 2017      | Chen Qingchen Jia Yifan        | Yuki Fukushima Sayaka Hirota                | Kamilla Rytter Juhl Christinna Pedersen     |
| Nanjing 2018      | Mayu Matsumoto Wakana Nagahara | Yuki Fukushima Sayaka Hirota                | Greysia Polii Apriyani Rahayu               |
| Nanjing 2018      | Mayu Matsumoto Wakana Nagahara | Yuki Fukushima Sayaka Hirota                | Shiho Tanaka Koharu Yonemoto                |
| Basel 2019        | Mayu Matsumoto Wakana Nagahara | Yuki Fukushima Sayaka Hirota                | Du Yue Li Yinhui                            |
| Basel 2019        | Mayu Matsumoto Wakana Nagahara | Yuki Fukushima Sayaka Hirota                | Greysia Polii Apriyani Rahayu               |
| Huelva 2021       | Chen Qingchen Jia Yifan        | Lee So-hee Shin Seung-chan                  | Mayu Matsumoto Wakana Nagahara              |
| Huelva 2021       | Chen Qingchen Jia Yifan        | Lee So-hee Shin Seung-chan                  | Kim So-yeong Kong Hee-yong                  |
| Tokyo 2022        | Chen Qingchen Jia Yifan        | Kim So-yeong Kong Hee-yong                  | Mayu Matsumoto Wakana Nagahara              |
| Tokyo 2022        | Chen Qingchen Jia Yifan        | Kim So-yeong Kong Hee-yong                  | Puttita Supajirakul Sapsiree Taerattanachai |
| Köpenhamn 2023    | Chen Qingchen Jia Yifan        | Apriyani Rahayu Siti Fadia Silva Ramadhanti | Zhang Shuxian Zheng Yu                      |
| Köpenhamn 2023    | Chen Qingchen Jia Yifan        | Apriyani Rahayu Siti Fadia Silva Ramadhanti | Kim So-yeong Kong Hee-yong                  |

## Mixeddubbel
| Spel              | Guld                                           | Silver                                         | Brons                                       |
| Malmö 1977        | Steen Skovgaard Lene Køppen                    | Derek Talbot Gillian Gilks                     | Mike Tredgett Nora Perry                    |
| Malmö 1977        | Steen Skovgaard Lene Køppen                    | Derek Talbot Gillian Gilks                     | Billy Gilliland Joanne Flockhart            |
| Jakarta 1980      | Christian Hadinata Imelda Wiguna               | Mike Tredgett Nora Perry                       | Steen Fladberg Pia Nielsen                  |
| Jakarta 1980      | Christian Hadinata Imelda Wiguna               | Mike Tredgett Nora Perry                       | Steen Skovgaard Lene Køppen                 |
| Köpenhamn 1983    | Thomas Kihlström Nora Perry                    | Steen Fladberg Pia Nielsen                     | Mike Tredgett Karen Chapman                 |
| Köpenhamn 1983    | Thomas Kihlström Nora Perry                    | Steen Fladberg Pia Nielsen                     | Jiang Guoliang Lin Ying                     |
| Calgary 1985      | Park Joo-bong Yoo Sang-hee                     | Stefan Karlsson Maria Bengtsson                | Nigel Tier Gillian Gowers                   |
| Calgary 1985      | Park Joo-bong Yoo Sang-hee                     | Stefan Karlsson Maria Bengtsson                | Zhang Xinguang Lao Yujing                   |
| Peking 1987       | Wang Pengren Shi Fangjing                      | Lee Deuk-choon Chung Myung-hee                 | Martin Dew Gillian Gilks                    |
| Peking 1987       | Wang Pengren Shi Fangjing                      | Lee Deuk-choon Chung Myung-hee                 | He Yiming Yang Xinfang                      |
| Jakarta 1989      | Park Joo-bong Chung Myung-hee                  | Eddy Hartono Verawaty Fajrin                   | Wu Chibing Yang Xinfang                     |
| Jakarta 1989      | Park Joo-bong Chung Myung-hee                  | Eddy Hartono Verawaty Fajrin                   | Wang Pengren Shi Fangjing                   |
| Köpenhamn 1991    | Park Joo-bong Chung Myung-hee                  | Thomas Lund Pernille Dupont                    | Jon Holst-Christensen Grete Mogensen        |
| Köpenhamn 1991    | Park Joo-bong Chung Myung-hee                  | Thomas Lund Pernille Dupont                    | Kang Kyung-jin Shim Eun-jung                |
| Birmingham 1993   | Thomas Lund Catrine Bengtsson                  | Jon Holst-Christensen Grete Mogensen           | Nick Ponting Gillian Clark                  |
| Birmingham 1993   | Thomas Lund Catrine Bengtsson                  | Jon Holst-Christensen Grete Mogensen           | Aryono Miranat Eliza Nathanael              |
| Lausanne 1995     | Thomas Lund Marlene Thomsen                    | Jens Eriksen Helene Kirkegaard                 | Jan Eric Antonsson Astrid Crabo             |
| Lausanne 1995     | Thomas Lund Marlene Thomsen                    | Jens Eriksen Helene Kirkegaard                 | Liu Jianjun Ge Fei                          |
| Glasgow 1997      | Liu Yong Ge Fei                                | Jens Eriksen Marlene Thomsen                   | Trikus Heryanto Minarti Timur               |
| Glasgow 1997      | Liu Yong Ge Fei                                | Jens Eriksen Marlene Thomsen                   | Michael Søgaard Rikke Olsen                 |
| Köpenhamn 1999    | Kim Dong-moon Ra Kyung-min                     | Simon Archer Joanne Goode                      | Liu Yong Ge Fei                             |
| Köpenhamn 1999    | Kim Dong-moon Ra Kyung-min                     | Simon Archer Joanne Goode                      | Michael Søgaard Rikke Olsen                 |
| Sevilla 2001      | Zhang Jun Gao Ling                             | Kim Dong-moon Ra Kyung-min                     | Michael Søgaard Rikke Olsen                 |
| Sevilla 2001      | Zhang Jun Gao Ling                             | Kim Dong-moon Ra Kyung-min                     | Jens Eriksen Mette Schjoldager              |
| Birmingham 2003   | Kim Dong-moon Ra Kyung-min                     | Zhang Jun Gao Ling                             | Jonas Rasmussen Rikke Olsen                 |
| Birmingham 2003   | Kim Dong-moon Ra Kyung-min                     | Zhang Jun Gao Ling                             | Chen Qiqiu Zhao Tingting                    |
| Anaheim 2005      | Nova Widianto Lilyana Natsir                   | Xie Zhongbo Zhang Yawen                        | Daniel A Shirley Sara Runesten-Petersen     |
| Anaheim 2005      | Nova Widianto Lilyana Natsir                   | Xie Zhongbo Zhang Yawen                        | Sudket Prapakamol Saralee Thungthongkam     |
| Madrid 2006       | Nathan Robertson Gail Emms                     | Anthony Clark Donna Kellogg                    | Koo Kien Keat Wong Pei Tty                  |
| Madrid 2006       | Nathan Robertson Gail Emms                     | Anthony Clark Donna Kellogg                    | Sudket Prapakamol Saralee Thungthongkam     |
| Kuala Lumpur 2007 | Nova Widianto Lilyana Natsir                   | Zheng Bo Gao Ling                              | Xie Zhongbo Zhang Yawen                     |
| Kuala Lumpur 2007 | Nova Widianto Lilyana Natsir                   | Zheng Bo Gao Ling                              | Flandy Limpele Vita Marissa                 |
| Hyderabad 2009    | Thomas Laybourn Kamilla Rytter Juhl            | Nova Widianto Lilyana Natsir                   | Lee Yong-dae Lee Hyo-jung                   |
| Hyderabad 2009    | Thomas Laybourn Kamilla Rytter Juhl            | Nova Widianto Lilyana Natsir                   | Joachim Fischer Nielsen Christinna Pedersen |
| Paris 2010        | Zheng Bo Ma Jin                                | He Hanbin Yu Yang                              | Ko Sung-hyun Ha Jung-eun                    |
| Paris 2010        | Zheng Bo Ma Jin                                | He Hanbin Yu Yang                              | Lee Sheng-mu Chien Yu-chin                  |
| London 2011       | Zhang Nan Zhao Yunlei                          | Chris Adcock Imogen Bankier                    | Xu Chen Ma Jin                              |
| London 2011       | Zhang Nan Zhao Yunlei                          | Chris Adcock Imogen Bankier                    | Tontowi Ahmad Lilyana Natsir                |
| Guangzhou 2013    | Tontowi Ahmad Lilyana Natsir                   | Xu Chen Ma Jin                                 | Shin Baek Cheol Eom Hye Won                 |
| Guangzhou 2013    | Tontowi Ahmad Lilyana Natsir                   | Xu Chen Ma Jin                                 | Zhang Nan Zhao Yunlei                       |
| Köpenhamn 2014    | Zhang Nan Zhao Yunlei                          | Xu Chen Ma Jin                                 | Liu Cheng Bao Yixin                         |
| Köpenhamn 2014    | Zhang Nan Zhao Yunlei                          | Xu Chen Ma Jin                                 | Joachim Fischer Nielsen Christinna Pedersen |
| Jakarta 2015      | Zhang Nan Zhao Yunlei                          | Liu Cheng Bao Yixin                            | Tontowi Ahmad Liliyana Natsir               |
| Jakarta 2015      | Zhang Nan Zhao Yunlei                          | Liu Cheng Bao Yixin                            | Xu Chen Ma Jin                              |
| Glasgow 2017      | Tontowi Ahmad Liliyana Natsir                  | Zheng Siwei Chen Qingchen                      | Chris Adcock Gabrielle Adcock               |
| Glasgow 2017      | Tontowi Ahmad Liliyana Natsir                  | Zheng Siwei Chen Qingchen                      | Lee Chun Hei Chau Hoi Wah                   |
| Nanjing 2018      | Zheng Siwei Huang Yaqiong                      | Wang Yilyu Huang Dongping                      | Zhang Nan Li Yinhui                         |
| Nanjing 2018      | Zheng Siwei Huang Yaqiong                      | Wang Yilyu Huang Dongping                      | Tang Chun Man Tse Ying Suet                 |
| Basel 2019        | Zheng Siwei Huang Yaqiong                      | Dechapol Puavaranukroh Sapsiree Taerattanachai | Wang Yilyu Huang Dongping                   |
| Basel 2019        | Zheng Siwei Huang Yaqiong                      | Dechapol Puavaranukroh Sapsiree Taerattanachai | Yuta Watanabe Arisa Higashino               |
| Huelva 2021       | Dechapol Puavaranukroh Sapsiree Taerattanachai | Yuta Watanabe Arisa Higashino                  | Tang Chun Man Tse Ying Suet                 |
| Huelva 2021       | Dechapol Puavaranukroh Sapsiree Taerattanachai | Yuta Watanabe Arisa Higashino                  | Kyohei Yamashita Naru Shinoya               |
| Tokyo 2022        | Zheng Siwei Huang Yaqiong                      | Yuta Watanabe Arisa Higashino                  | Wang Yilyu Huang Dongping                   |
| Tokyo 2022        | Zheng Siwei Huang Yaqiong                      | Yuta Watanabe Arisa Higashino                  | Mark Lamsfuß Isabel Lohau                   |
| Köpenhamn 2023    | Seo Seung-jae Chae Yu-jung                     | Zheng Siwei Huang Yaqiong                      | Jiang Zhenbang Wei Yaxin                    |
| Köpenhamn 2023    | Seo Seung-jae Chae Yu-jung                     | Zheng Siwei Huang Yaqiong                      | Yuta Watanabe Arisa Higashino               |